# Psalidomyrmex sallyae
Psalidomyrmex sallyae är en myrart som beskrevs av Bolton 1975. Psalidomyrmex sallyae ingår i släktet Psalidomyrmex och familjen myror. Inga underarter finns listade i Catalogue of Life.

## Bildgalleri

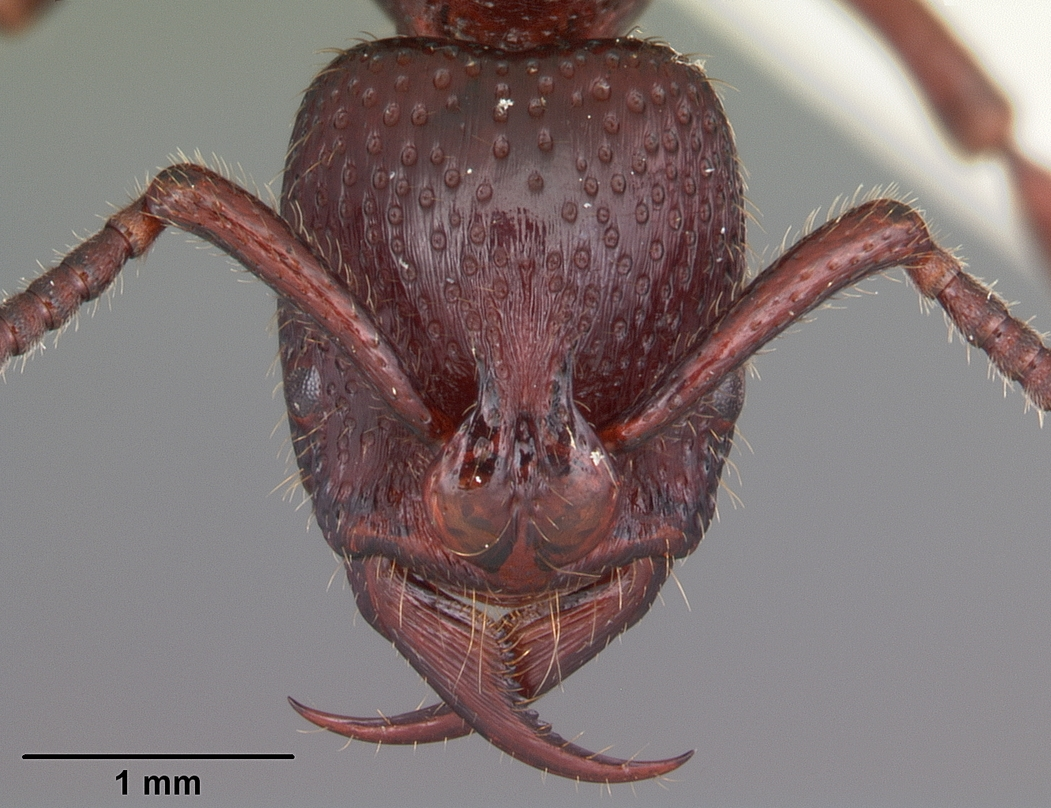
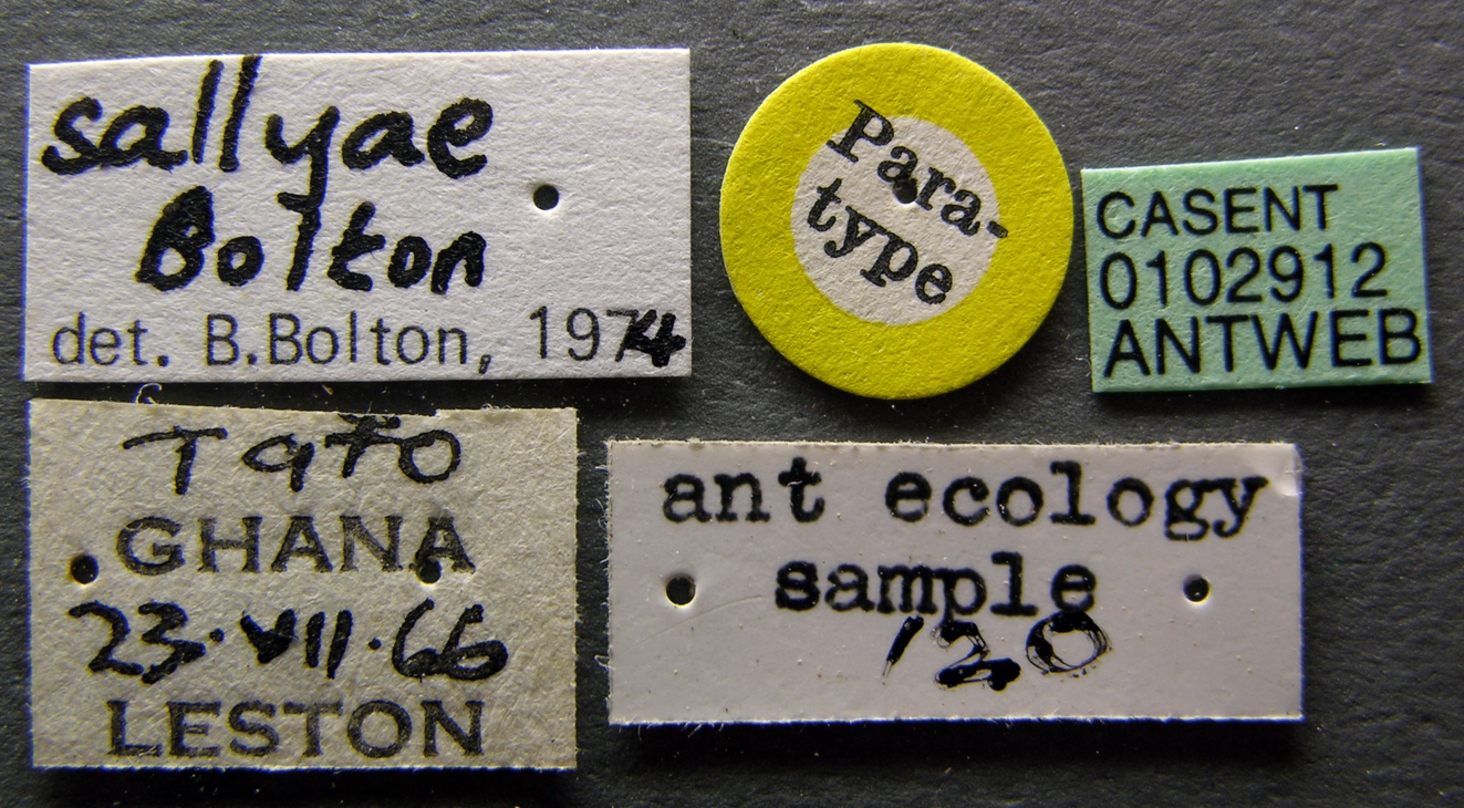
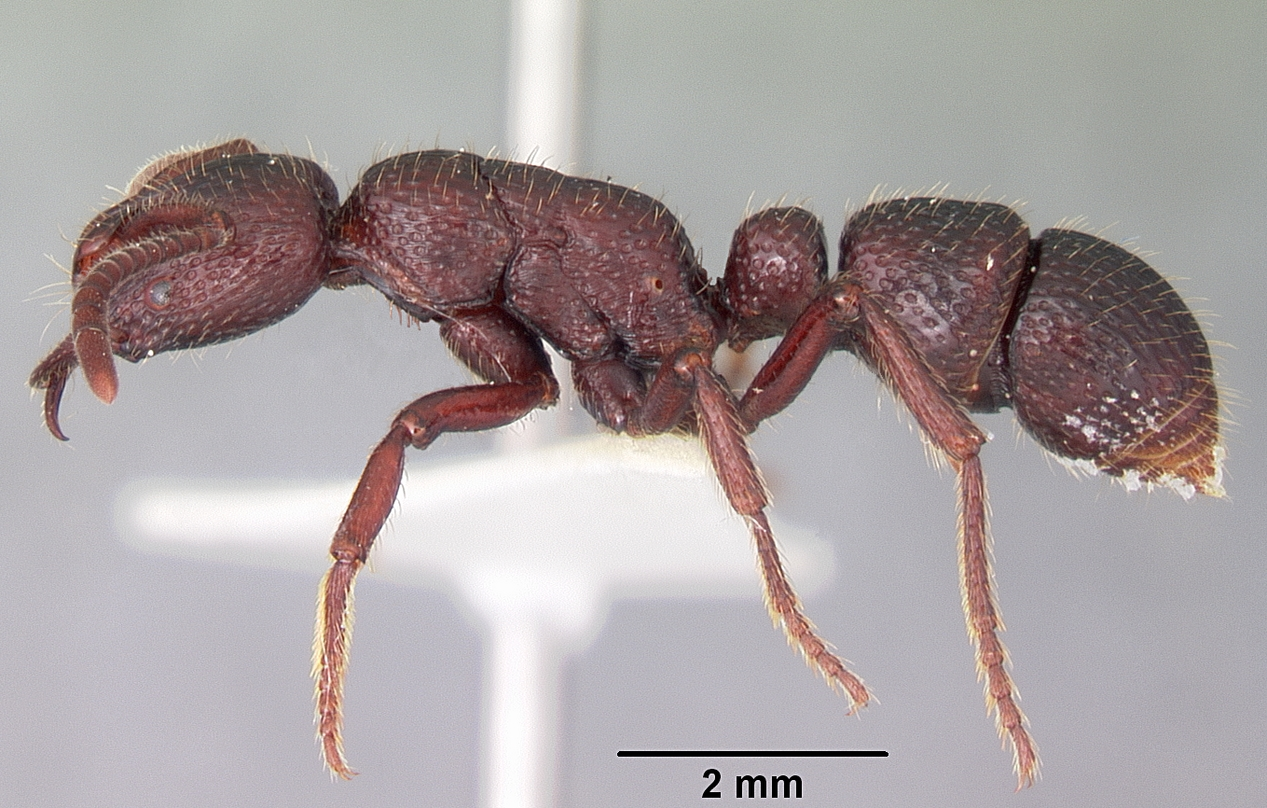
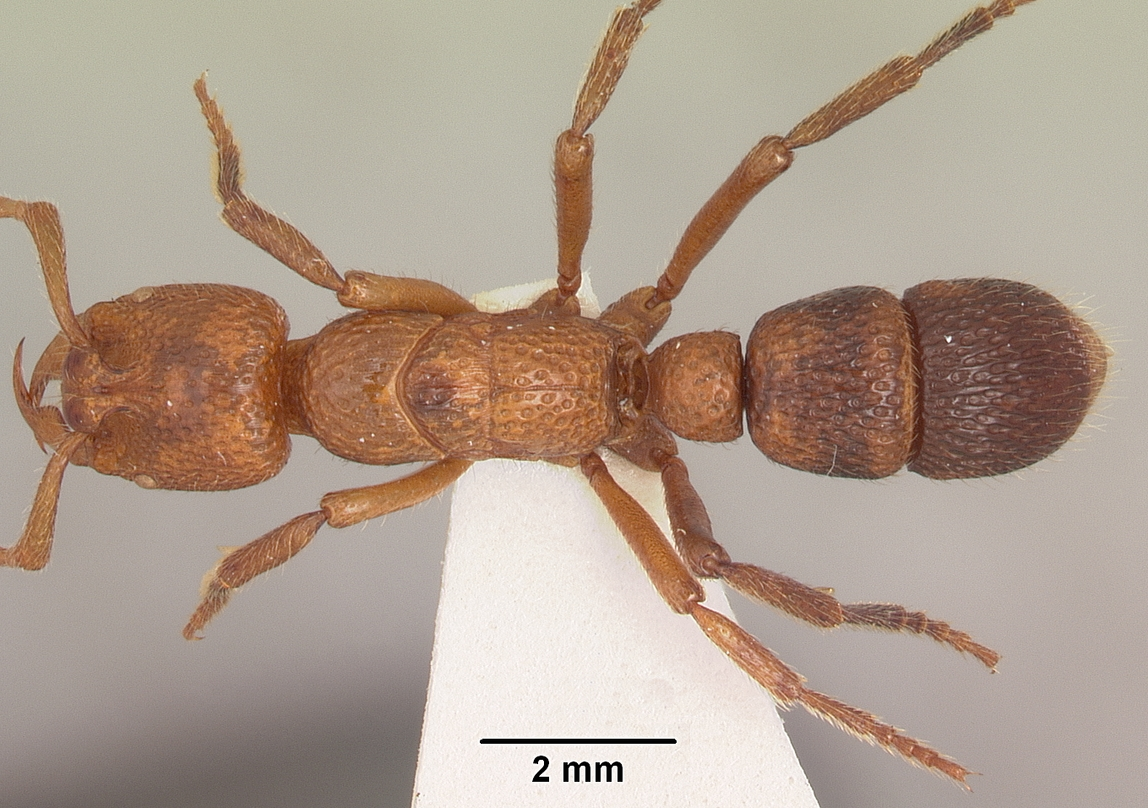
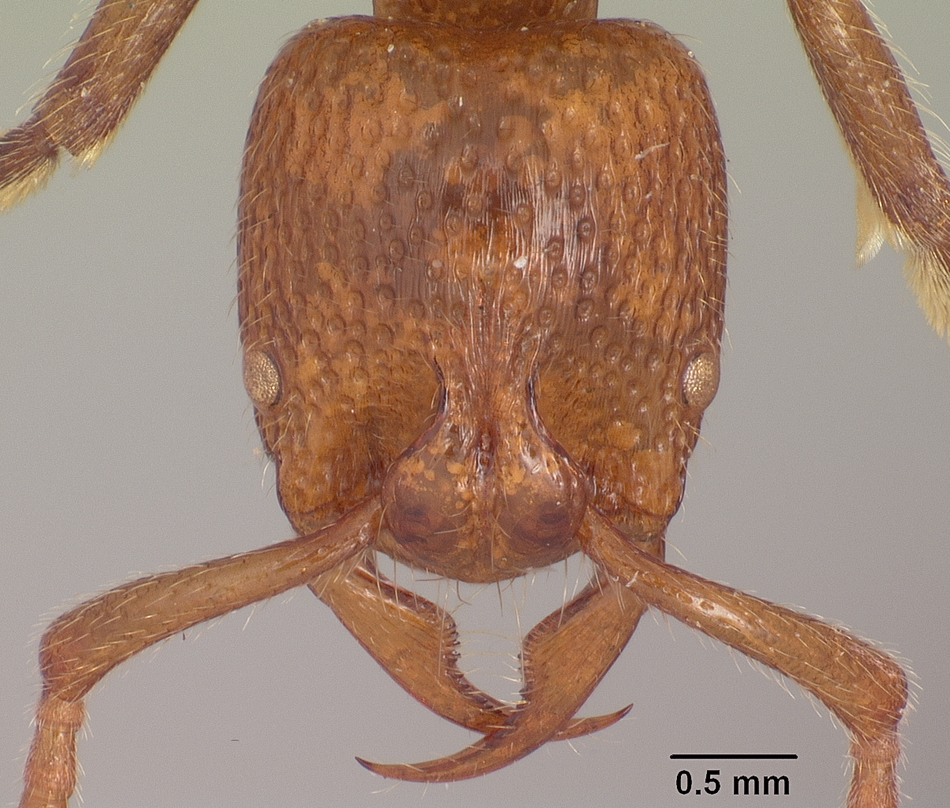
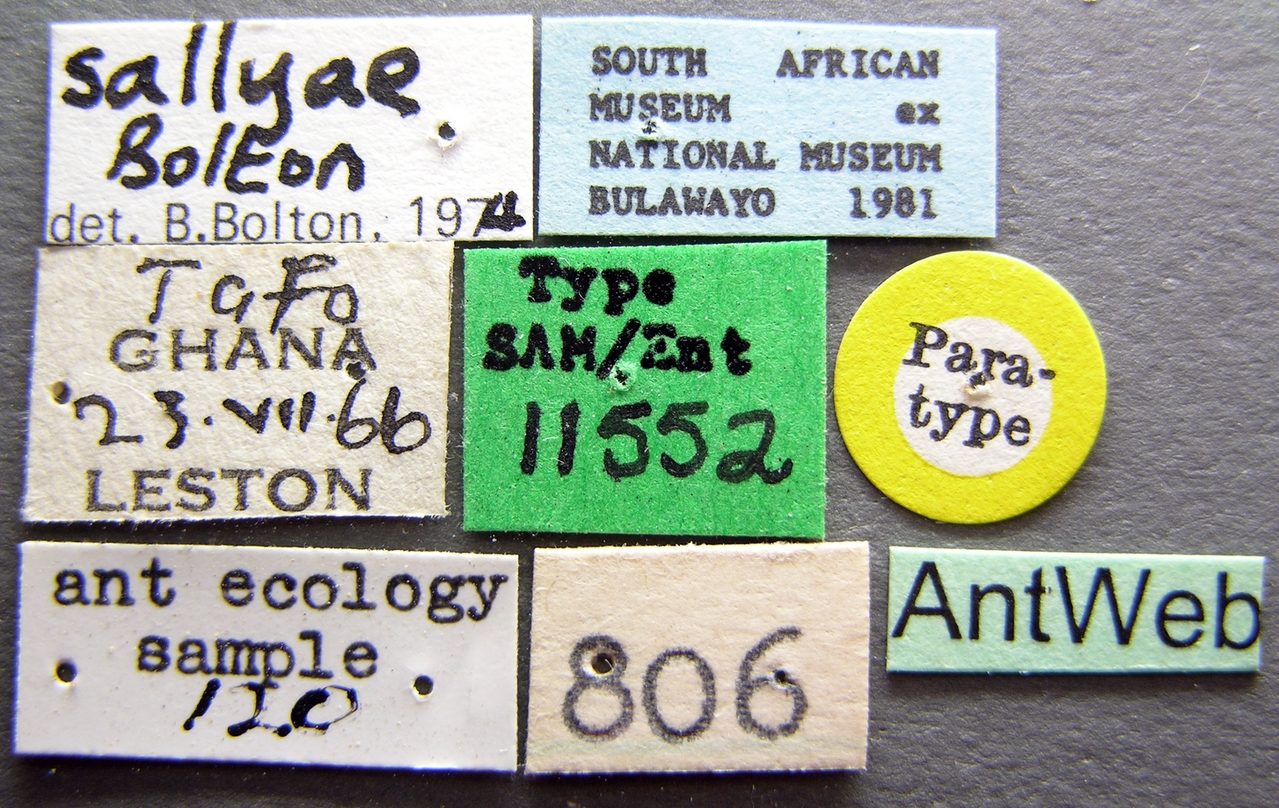